# Schweizerischer Damen-Skiclub
Der Schweizerische Damen-Skiclub, kurz SDS, war ein Skiclub in der Schweiz, der 1929 in Mürren gegründet wurde. Er war massgeblich an der Entwicklung insbesondere des alpinen Damenskirennsports in der Schweiz beteiligt und zählte eine Vielzahl der stärksten Schweizer Skifahrerinnen zu seinen Mitgliedern. Internationale Bekanntheit erlangte der Club auch durch die Austragung der SDS-Rennen in Grindelwald. Wegen sinkender Mitgliedszahlen und ausbleibendem Nachwuchs löste sich der SDS nach 55-jährigem Bestehen anno 1984 auf.

## Gründung
Der Gründung des Schweizerischen Damen-Skiclubs gingen zwei Wettkämpfe mit dem 1923 in Mürren gegründeten, von Arnold Lunn initiierten britischen Ladies’ Ski Club voraus. Dieser unterbreitete im Winter 1927 den Vorschlag, ein britisch-schweizerisches Mannschaftsrennen («Anglo-Swiss-Race») in Abfahrt und Slalom für Damen auszutragen. Bei den Herren gab es ein derartiges Mannschaftsrennen seit 1924, an dem auf Schweizer Seite Mitglieder des Schweizerischen Akademischen Skiclubs teilnahmen. In den 1920er-Jahren gab es zwar bereits Schweizer Skiclubs eigens für Damen, etwa den 1918 gegründeten Schweizerischen Frauen-Alpen-Club oder den 1923 in Genf gegründeten Skiclub de Dames, und auch in den meisten anderen Skiclubs waren Damen vertreten, doch betätigten sich diese vorrangig im Tourenskilauf und kaum im Skirennsport. Daher war es auch nur schwer möglich, Teilnehmerinnen für das erste schweizerisch-britische Damenskirennen zu finden, welches am 5. Februar 1928 in Mürren zur Austragung kam. Der Wettkampf wurde dann auch von den weitgehend untrainierten Schweizerinnen – manche von ihnen waren erst am Vortag des Wettkampfes zum ersten Mal einen Slalom gefahren – klar verloren. Auch das zweite Rennen am 21. Januar 1929 brachte keine Änderung im Kräfteverhältnis der im alpinen Skirennsport erprobten britischen Damen und den erneut ohne besondere Vorbereitung antretenden Schweizerinnen.
Diese zweite klare Niederlage führte in der Schweiz zum Entschluss, einen eigenen Damen-Skiclub zu gründen, um den Fahrerinnen ein organisiertes Training und in weiterer Folge internationale Konkurrenzfähigkeit zu ermöglichen. So wurde nur sechs Tage nach dem zweiten Wettkampf, am 27. Januar 1929, der Schweizerische Damen-Skiclub in Mürren gegründet, mit dem Ziel «den Damenskisport in der Schweiz zu verbreiten, zu verbessern und ihm die öffentliche Anerkennung zu verschaffen». Der Club zählte bei seiner Gründung 15 Mitglieder. Darunter waren Gertrud Hodler, die Mutter des späteren FIS-Präsidenten Marc Hodler, die die erste Präsidentin des SDS war, Elsa Roth, die von 1934 bis 1938 und ein zweites Mal ab 1948 den Club präsidierte, und Helene Zingg, die dem Club von 1939 bis 1947 vorstand.

## Der Schweizerische Damen-Skiclub
Vorrangige Aufgabe des SDS war zunächst die Ausbildung der Mitglieder und zu diesem Zwecke die Abhaltung von Skikursen. Ein solcher wurde erstmals mit sieben Teilnehmerinnen unter der Leitung von Walter Amstutz kurz nach der Gründung veranstaltet. Auch erste Clubrennen wurden bald nach der Gründung veranstaltet. Dem unverzüglich gestellten Aufnahmegesuch des SDS an den Schweizerischen Skiverband (SSV) wurde im Oktober 1929 anlässlich der SSV-Delegiertenversammlung in Basel stattgegeben, obgleich es in den Reihen des SSV auch Widerstand gegen einen reinen Damenclub sowie dem Damenskisport allgemein gab. Das dritte und letzte Aufeinandertreffen schweizerischer und britischer Skifahrerinnen im Jahre 1930 wurde abermals von den Engländerinnen gewonnen, doch hatten sich die Leistungen der Schweizerinnen bereits erkennbar verbessert. Der SDS setzte sich auch dafür ein, dass Damenrennen bei den Schweizer Skimeisterschaften ausgetragen wurden, was erstmals 1931 der Fall war. Meistertitel gab es für die Damen zunächst allerdings noch nicht, bis im Juni 1935 die Abgeordnetenversammlung des SSV auf Antrag des SDS beschloss, ab nun auch Meistertitel für Damen zu vergeben.
Um direkte Vergleiche der SDS-Fahrerinnen untereinander sowie mit ausländischen Sportlerinnen zu ermöglichen, wurden 1932 in Grindelwald erstmals die «Kombinierten Abfahrts- und Slalomrennen des SDS für Fahrerinnen aller Länder» ausgetragen, die später unter der Bezeichnung SDS-Rennen weltweit bekannt wurden. Waren bei der ersten Auflage die Fahrerinnen des SDS noch weitgehend unter sich, entwickelte sich dieses Rennen bald zum wichtigsten internationalen Skirennen für Damen. Von 1933 bis 1935 wurde bei diesem Anlass auch der Meistertitel des SDS vergeben, ehe die Damen ab 1936 Schweizer Meistertitel erhielten. Aufgrund des regelmässigen Trainings und der Wettkämpfe stellten die einzelnen Sektionen des SDS insbesondere in den 1930ern und in geringerem Masse auch noch in den folgenden Jahrzehnten den Grossteil der international erfolgreichen Skifahrerinnen der Schweiz. Darunter waren die Weltmeisterinnen Rösli Streiff und Anny Rüegg sowie die Olympiasiegerin Renée Colliard, ebenso wie die WM- und Olympiamedaillengewinnerinnen Nini von Arx-Zogg, Antoinette Meyer, Erna Steuri und Helene Zingg. Mitglieder des SDS gewannen auch zahlreiche Schweizer Meistertitel und mehrmals die Clubmeisterschaft des SSV. Bis 1934 oblagen dem SDS auch Vorbereitung, Auswahl und Finanzierung der Schweizer Teilnehmerinnen an den alpinen Skiweltmeisterschaften, ehe dies 1935 wie bei den Herren der SSV übernahm.
Die Mitgliederzahl des SDS übersprang 1935 erstmals die 200er-Marke und erreichte zu Beginn der 1950er-Jahre mit rund 500 Mitgliedern sein Maximum. In den folgenden Jahrzehnten nahm die Mitgliederzahl allerdings ständig ab, da die meisten Damen sich anderen Skiclubs anschlossen und keine Notwendigkeit mehr in einem eigenen Damenclub sahen. Wegen ausbleibendem Nachwuchs lösten die verbliebenen Mitglieder den Schweizerischen Damen-Skiclub im Jahr 1984 – 55 Jahre nach seiner Gründung – auf.